# Sakkcsapat Európa-bajnokság
A sakkcsapat Európa-bajnokság az európai nemzeti sakkválogatottak csapatversenye, amelyet az Európai Sakkszövetség (European Chess Union, ECU) szervez. A versenyt 1957 óta rendezik, kezdetben négyévenként, majd háromévente került rá sor, 1997 óta rendszeresen kétévente található a versenynaptárban. A nők számára 1992 óta rendezik meg a nyílt versennyel (amelyen a férfiak és a nők egyaránt a csapatok tagjai lehetnek) azonos helyszínen és időpontban.
A résztvevők körét a szélesebb értelemben vett európai országok alkotják, így indulásra jogosultak Oroszország, Izrael és a volt szovjet tagköztársaságok csapatai is.

## A bajnokság története

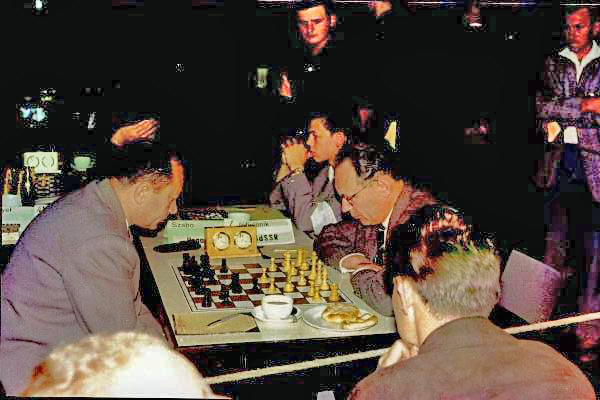
Szabó László Mihail Botvinnik ellen az 1961-es Sakkcsapat Európa-bajnokságon

A verseny gondolata az 1950-es években vetődött fel, annak biztosítására, hogy két sakkolimpia között összemérhessék erejüket a nemzeti sakkválogatottak.  Az első csapat-Európa-bajnokság 1955–1956-ban 11 indulóval négy csoportban játszott selejtezőkből, és az 1957-ben megrendezett négycsapatos döntőből állt, amelyen a csoportgyőztesek vettek részt. A döntőre Ausztriában került sor, amely kétfordulós körmérkőzés formájában zajlott. A versenyen nagy meglepetésre Jugoszlávia válogatottja a második körben legyőzte a szovjet válogatottat, de még ezzel sem sikerült megakadályozniuk a szovjetek fölényes első helyét.
A szovjet válogatott kilenc Európa-bajnokságon indult, mind a kilenc alkalommal meg is nyerték azt. A Szovjetunió felbomlása utáni tíz bajnokságon a győztesek száma megoszlott, bár a legtöbb aranyat Oroszország nyerte (négyet), a további hét elsőségen öt különböző nemzet osztozott. A nők versenyére csak a Szovjetunió felbomlása után, 1992-től kezdve került sor, így náluk nem beszélhetünk olyan hegemóniáról, mint a nyílt verseny esetében. Oroszország négy és Ukrajna két győzelme mellett a további öt alkalommal mindig más-más ország szerezte meg az első helyet.

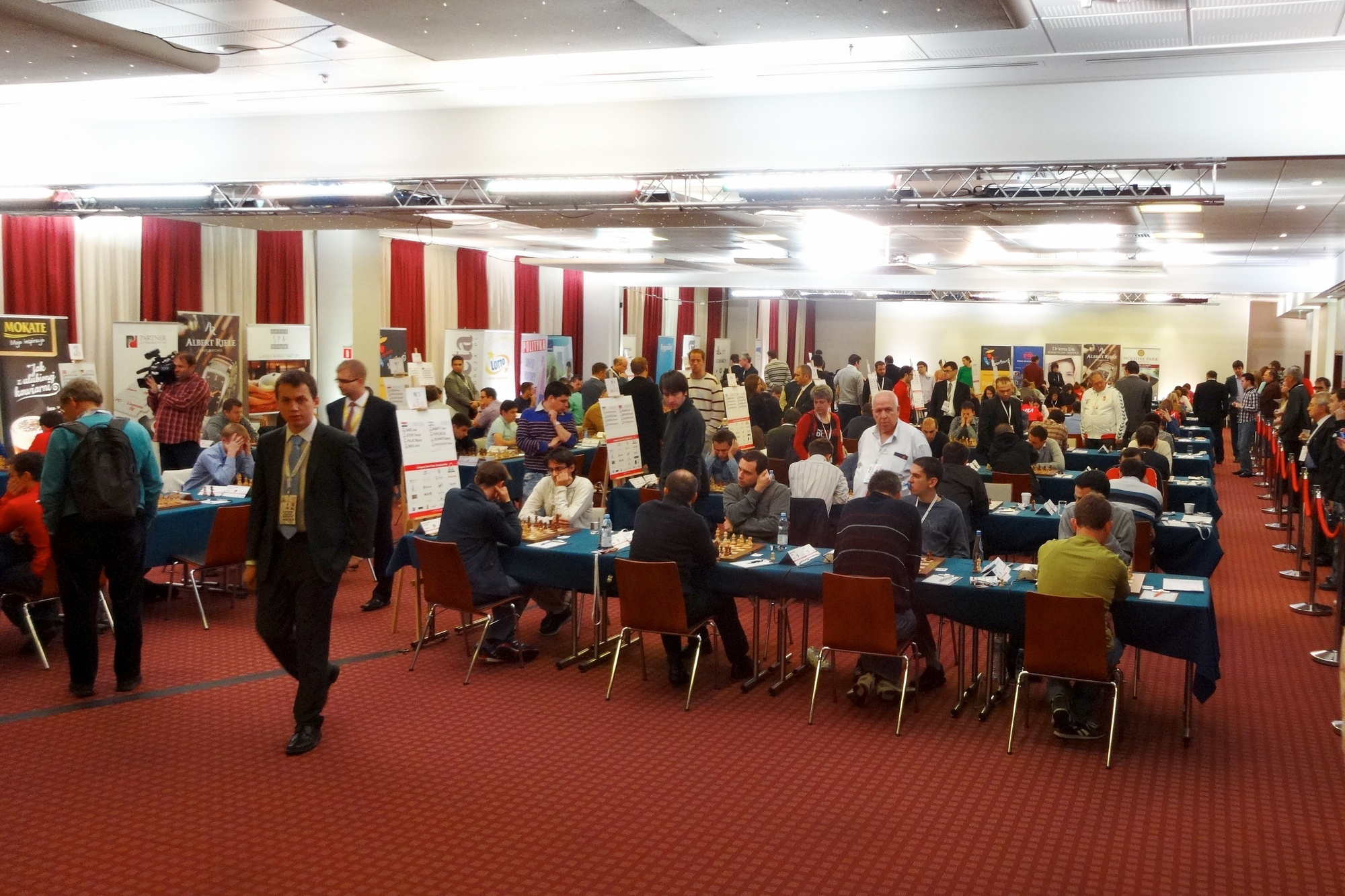
A 2013-as varsói Sakkcsapat Európa-bajnokság helyszíne

Az első Európa-bajnokságon, a selejtezőben részt vevő csapatokat nem számítva, négy csapat 47 játékosa vett részt. Az országok részvétele tekintetében a rekordot az 1992-ben Debrecenben rendezett Eb tartja, amelyen a nyílt versenyen 41 ország 204 versenyzővel, a női versenyen 38 ország 112 versenyzővel képviseltette magát. A 2015-ös Európa-bajnokságon a nyílt versenyen 36 csapat 178 fővel, a női versenyen 30 ország 146 fővel vett részt.
A magyar válogatott – a nemzetközi szaksajtó nagy meglepetésére – nem vett részt a küzdelemsorozaton, egyes források szerint azért, mert nem kaptak meghívást a selejtezőkön való részvételre. A következő hét EB-n, az 1961-estől kezdve egészen 1983-ig a magyar csapat mindig a dobogón, a szovjetek mögött a 2. vagy 3. helyen végzett. 2015-ig összesen 4 ezüst- és 6 bronzérem a válogatott teljesítménye. A nők ennél szerényebb eredményeket értek el, mindössze egy ezüstérmet szereztek, 2003-ban Plovdivban.

## A lebonyolítás formája
A verseny lebonyolításának elve 1989-ig megegyezett abban, hogy a részt vevő csapatok a döntő előtt selejtezőket vívtak, és a selejtezőcsoportok győztesei játszhattak a döntőben. Az 1957-es négycsapatos döntő létszámát a következő két alkalommal hatcsapatosra bővítették, majd 1970-től nyolc csapat részvételével zajlott. 1989-ben tértek át a svájci rendszerre, és ekkortól már nem rendeznek selejtezőket, hanem a nevező összes ország csapata egy helyszínen mérkőzik a svájci rendszer szerinti sorsolás alapján.
A csapatok létszáma 1957–1970 között 10 fő volt, 1973–1983 között ezt 8 főre csökkentették, majd 1989-ben hatfős válogatottak mérkőztek. 1993-tól napjainkig négyfős csapatok mérkőznek. A női versenyen a csapatok kezdetben három főből álltak, akik közül ketten játszottak, majd 2005-től növelték a létszámot négy főre.
A verseny sorrendjét 2003-ig az egyes játszmákban szerzett pontok alapján állapították meg, 2003-ban tértek át a meccspontokra, amelynél a győztes csapat 2 pontot, döntetlen esetén a csapatok 1–1 pontot kapnak. A játszmákban szerzett pontokat csak a holtverseny eldöntéséhez veszik figyelembe.
A győztes csapat az Európa-kupát, egy díszes serleget kap, de az első három helyezett csapatok mindegyik tagja arany-, ezüst-, illetve bronzérmet kap. Emellett ugyancsak érmekkel díjazzák táblánként a három legjobb eredményt elért versenyzőt is.

## Az eddigi versenyek dobogós csapatai

### A nyílt verseny
| Év   | Helyszín      | Arany | Ezüst | Bronz | Magyar eredmény |
| 1957 | Bécs          | Szovjetunió · Paul Keres · David Bronstejn · Mihail Tal · Borisz Szpasszkij · Tigran Petroszján · Vaszilij Szmiszlov · Mark Tajmanov · Viktor Korcsnoj · Alekszandr Tolus · Iszaak Boleszlavszkij · Jurij Averbah · Lev Aronyin             | Jugoszlávia · Svetozar Gligorić · Aleksandar Matanović · Borislav Ivkov · Petar Trifunović · Andrija Fuderer · Nikola Karaklajić · Srecko Nedeljkovic · Borislav Milić · Mario Bertok · Braslav Rabar · Bozidar Durasevic · Tomislav Rakic | Csehszlovákia · Miroslav Filip · Ludek Pachman · Ladislav Alster · František Zíta · Julius Kozma · Jan Sefc · Jiri Fichtl · Frantisek Pithart · Josef Rejfir · Jaroslav Jezek · Frantisek Blatny · Maximilian Ujtelky | – |
| 1961 | Oberhausen    | Szovjetunió · Mihail Botvinnik · Mihail Tal · Paul Keres · Tigran Petroszján · Vaszilij Szmiszlov · Viktor Korcsnoj · Jefim Geller · Mark Tajmanov · Lev Polugajevszkij · Szemjon Furman · Alekszandr Tolus · Vlagyimir Bagirov             | Jugoszlávia · Svetozar Gligorić · Petar Trifunović · Aleksandar Matanović · Mario Bertok · Milan Matulović · Mijo Udovčić · Dragoljub Čirić · Borislav Milić · Srecko Nedeljković · Dragoljub Minić · Dražen Marović · Bozidar Durasević   | Magyarország · Szabó László · Portisch Lajos · Barcza Gedeon · Bilek István · Flórián Tibor · Honfi Károly · Haág Ervin · Pogáts József · Forintos Győző · Lengyel Levente · Szily József · Navarovszky László        | Csapat: 3. helyezés Egyéni aranyérem: Portisch Lajos (2. tábla) |
| 1965 | Hamburg       | Szovjetunió · Tigran Petroszján · Mihail Botvinnik · Viktor Korcsnoj · Vaszilij Szmiszlov · David Bronstejn · Leonyid Stejn · Mark Tajmanov · Jurij Averbah · Nyikolaj Krogiusz · Iszaak Boleszlavszkij · Anatolij Lejn · Anatolij Lutyikov | Jugoszlávia · Borislav Ivkov · Svetozar Gligorić · Aleksandar Matanović · Milan Matulović · Bruno Parma · Petar Trifunović · Mato Damjanovic · Mijo Udovčić · Dragoljub Čirić · Dragoljub Minić · Dražen Marović · Ivan Buljovćić          | Magyarország · Portisch Lajos · Szabó László · Bilek István · Lengyel Levente · Barcza Gedeon · Forintos Győző · Honfi Károly · Dely Péter · Flesch János · Kluger Gyula · Pogáts József · Navarovszky László         | Csapat: 3. helyezés Egyéni aranyérem: Barcza Gedeon (5. tábla) Forintos Győző (6. tábla) |
| 1970 | Kapfenberg    | Szovjetunió · Tigran Petroszján · Viktor Korcsnoj · Lev Polugajevszkij · Jefim Geller · Vaszilij Szmiszlov · Mark Tajmanov · Mihail Tal · Paul Keres · Leonyid Stejn · Ratmir Holmov · Jurij Balasov · Aivars Gipslis                       | Magyarország · Portisch Lajos · Lengyel Levente · Szabó László · Barcza Gedeon · Bárczay László · Bilek István · Dely Péter · Csom István · Forintos Győző · Honfi Károly · Adorján András · Haág Ervin                                    | NDK · Wolfgang Uhlmann · Burkhard Malich · Reinhart Fuchs · Arthur Hennings · Heinz Liebert · Lothar Zinn · Friedrich Baumbach · Lutz Espig · Werner Golz · Lothar Vogt · Manfred Schoneburg · Detlef Neukirch        | Csapat: 2. helyezés Egyéni aranyérem: Forintos Győző (9. tábla) Egyéni ezüstérem: Bilek István (6. tábla) Dely Péter (7. tábla) Csom István (8.tábla) Egyéni bronzérem: Portisch Lajos (1. tábla) Szabó László (3. tábla) Adorján András (1. tartalék) |
| 1973 | Bath          | Szovjetunió · Borisz Szpasszkij · Tigran Petroszján · Viktor Korcsnoj · Anatolij Karpov · Mihail Tal · Vaszilij Szmiszlov · Jefim Geller · Gennagyij Kuzmin · Vlagyimir Tukmakov · Jurij Balasov                                            | Jugoszlávia · Svetozar Gligorić · Borislav Ivkov · Ljubomir Ljubojević · Aleksandar Matanović · Bruno Parma · Albin Planinc · Dragoljub Velimirović · Milan Matulović · Enver Bukić · Dragoljub Minić                                      | Magyarország · Portisch Lajos · Szabó László · Bilek István · Ribli Zoltán · Csom István · Forintos Győző · Adorján András · Sax Gyula · Honfi Károly · Tompa János                                                   | Csapat: 3. helyezés Egyéni aranyérem: Csom István (5. tábla) Sax Gyula (8. tábla) Egyéni ezüstérem: Ribli Zoltán (4. tábla) Forintos Győző (6. tábla) Egyéni bronzérem: Portisch Lajos (1. tábla) Bilek István (3. tábla)                              |
| 1977 | Moszkva       | Szovjetunió · Anatolij Karpov · Tigran Petroszján · Lev Polugajevszkij · Mihail Tal · Jurij Balasov · Jefim Geller · Oleg Romanyisin · Vitalij Ceskovszkij · Joszif Dorfman · Jevgenyij Szvesnyikov                                         | Magyarország · Portisch Lajos · Ribli Zoltán · Sax Gyula · Csom István · Adorján András · Faragó Iván · Vadász László · Bárczay László · Lukács Péter · Hazai László                                                                       | Jugoszlávia · Ljubomir Ljubojević · Svetozar Gligorić · Aleksandar Matanović · Dragoljub Velimirović · Bruno Parma · Borislav Ivkov · Enver Bukić · Krunoslav Hulak · Milorad Knezević · Srdjan Marangunić            | Csapat: 2. helyezés Egyéni aranyérem: Ribli Zoltán (2. tábla) Vadász László (7. tábla) Egyéni ezüstérem: Portisch Lajos (1. tábla) |
| 1980 | Skara         | Szovjetunió · Anatolij Karpov · Mihail Tal · Tigran Petroszján · Lev Polugajevszkij · Jefim Geller · Jurij Balasov · Oleg Romanyisin · Rafael Vaganjan · Artur Juszupov · Garri Kaszparov                                                   | Magyarország · Portisch Lajos · Ribli Zoltán · Adorján András · Sax Gyula · Csom István · Faragó Iván · Vadász László · Pintér József · Lukács Péter · Hazai László                                                                        | Anglia · Tony Miles · Michael Stean · John Nunn · Jonathan Speelman · Raymond Keene · William Hartston · Jonathan Mestel · Robert Bellin · John Littlewood · Simon Webb                                               | Csapat: 2. helyezés Egyéni bronzérem: Portisch Lajos (1. tábla) Adorján András (3. tábla) Sax Gyula (4. tábla) Vadász László (7. tábla) Pintér József (8. tábla)                                                                                       |
| 1983 | Plovdiv       | Szovjetunió · Anatolij Karpov · Lev Polugajevszkij · Tigran Petroszján · Rafael Vaganjan · Alekszandr Beljavszkij · Vlagyimir Tukmakov · Lev Pszahisz · Oleg Romanyisin · Artur Juszupov · Jefim Geller                                     | Jugoszlávia · Ljubomir Ljubojević · Svetozar Gligorić · Predrag Nikolić · Vlatko Kovačević · Bojan Kurajica · Krunoslav Hulak · Dusan Rajković · Bozidar Ivanović · Stefan Djurić · Mišo Cebalo                                            | Magyarország · Portisch Lajos · Ribli Zoltán · Sax Gyula · Pintér József · Adorján András · Csom István · Faragó Iván · Grószpéter Attila · Schneider Attila · Horváth Tamás                                          | Csapat: 3. helyezés Egyéni aranyérem: Portisch Lajos (1. tábla) Adorján András (5. tábla) Egyéni ezüstérem: Horváth Tamás (2. tartalék) Egyéni bronzérem: Csom István (6. tábla)                                                                       |
| 1989 | Haifa         | Szovjetunió · Valerij Szalov · Alekszandr Beljavszkij · Rafael Vaganjan · Mihail Gurevics · Borisz Gelfand · Lev Polugajevszkij · Vjacseszlav Eingorn · Vlagyimir Tukmakov                                                                  | Jugoszlávia · Ivan Sokolov · Krunoslav Hulak · Bogdan Lalić · Miodrag Todorćević · Vlatko Kovačević · Dragan Barlov · Ognen Cvitan · Stefan Djurić                                                                                         | NSZK · Robert Hübner · Vlastimil Hort · Eric Lobron · Stefan Kindermann · Matthias Wahls · Joerg Hickl · Klaus Bischoff · Stefan Mohr                                                                                 | Csapat: 11. helyezés Egyéni ezüstérem: Grószpéter Attila (4. tábla) |
| 1992 | Debrecen      | Oroszország · Garri Kaszparov · Jevgenyij Barejev · Vlagyimir Kramnyik · Alekszej Drejev · Alekeszej Vüzsmanavin | Ukrajna · Vaszil Ivancsuk · Alekszandr Beljavszkij · Oleg Romanyisin · Vjacseszlav Eingorn · Igor Novikov | Anglia · Nigel Short · Jonathan Speelman · Michael Adams · John Nunn · Tony Miles | Csapat: 11. helyezés Szépségdíj: Adorján András Giorgadze–Adorján 0–1 |
| 1997 | Pula          | Anglia · Nigel Short · Michael Adams · Jonathan Speelman · Matthew Sadler · Julian Hodgson | Oroszország · Jevgenyij Barejev · Pjotr Szvidler · Vagyim Zvjagincev · Igor Glek · Jurij Jakovics | Örményország · Vladimir Hakobján · Rafael Vaganjan · Smbat Lputian · Artashes Minasian · Asot Anasztaszjan | Csapat: 4. helyezés |
| 1999 | Batumi        | Örményország · Smbat Lputian · Artashes Minasian · Asot Anasztaszjan · Levon Aronján · Arshak Petroszján | Magyarország · Lékó Péter · Polgár Judit · Almási Zoltán · Csernyin Alexander · Pintér József | Németország · Artur Juszupov · Robert Hübner · Rustem Dautov · Christopher Lutz · Christian Gabriel | Csapat: 2. helyezés Egyéni ezüstérem: Lékó Péter (Telj. érték) Polgár Judit (2. tábla) |
| 2001 | León          | Hollandia · Loek van Wely · Jeroen Piket · Szergej Tyivjakov · Eric van den Doel · Friso Nijboer | Franciaország · Étienne Bacrot · Joël Lautier · Christian Bauer · Jean-Marc Degraeve · Laurent Fressinet | Németország · Christopher Lutz · Robert Hübner · Gerald Hertneck · Klaus Bischoff · Rainer Buhmann | – |
| 2003 | Plovdiv       | Oroszország · Pjotr Szvidler · Jevgenyij Barejev · Alekszandr Griscsuk · Alekszandr Morozevics · Alekszandr Halifman | Izrael · Borisz Gelfand · Ilia Smirin · Emil Sutovsky · Boris Avrukh · Michael Roiz | Grúzia · Zurab Azmaiparasvili · Baadur Jobava · Mikheil Mchedlishvili · Georgi Kacheishvili · Merab Gagunashvili | Csapat: 20. helyezés Egyéni ezüstérem: Varga Zoltán (3. tábla) |
| 2005 | Göteborg      | Hollandia · Loek van Wely · Ivan Sokolov · Szergej Tyivjakov · Jan Timman · Eric van den Doel | Izrael · Borisz Gelfand · Emil Sutovsky · Ilia Smirin · Boris Avrukh · Sergey Erenburg | Franciaország · Étienne Bacrot · Joël Lautier · Joszif Dorfman · Laurent Fressinet · Christian Bauer | Csapat: 17. helyezés Egyéni ezüstérem: Balogh Csaba (1. tartalék) |
| 2007 | Kréta         | Oroszország · Pjotr Szvidler · Alekszandr Morozevics · Alekszandr Griscsuk · Jevgenyij Alekszejev · Dmitrij Jakovenko | Örményország · Levon Aronján · Vladimir Hakobján · Gabriel Szargiszjan · Karen Asrian · Smbat Lputian | Azerbajdzsán · Tejmur Radzsabov · Vugar Gashimov · Qadir Huseynov · Sahrijar Mamedjarov · Rauf Mammadov | Csapat: 10. helyezés |
| 2009 | Újvidék       | Azerbajdzsán · Tejmur Radzsabov · Vugar Gashimov · Qadir Huseynov · Sahrijar Mamedjarov · Rauf Mammadov | Oroszország · Pjotr Szvidler · Alekszandr Morozevics · Dmitrij Jakovenko · Jevgenyij Alekszejev · Jevgenyij Tomasevszkij | Ukrajna · Pavel Eljanov · Andrej Volokityin · Zahar Jefimenko · Jurij Drozdovszkij · Jurij Krivorucsko | Csapat: 8. helyezés |
| 2011 | Porto Carras  | Németország · Arkadij Naiditsch · Georg Meier · Daniel Fridman · Jan Gustafsson · Rainer Buhmann | Azerbajdzsán · Tejmur Radzsabov · Vugar Gashimov · Sahrijar Mamedjarov · Qadir Huseynov · Eltaj Safarli | Magyarország · Lékó Péter · Almási Zoltán · Berkes Ferenc · Balogh Csaba · Gyimesi Zoltán · | Csapat: 3. helyezés Egyéni ezüstérem: Almási Zoltán (2. tábla) |
| 2013 | Varsó         | Azerbajdzsán · Sahrijar Mamedjarov · Tejmur Radzsabov · Eltaj Safarli · Rauf Mamedov · Qadir Huseynov | Franciaország · Etienne Bacrot · Maxime Vachier-Lagrave · Romain Edouard · Vladislav Tkachiev · Hicham Hamdouchi | Oroszország · Alekszandr Griscsuk · Pjotr Szvidler · Dmitrij Andrejkin · Alekszandr Morozevics · Jevgenyij Tomasevszkij                                                                                               | Csapat: 5. helyezés Egyéni bronzérem: Balogh Csaba (2. tábla) Almási Zoltán (3. tábla) |
| 2015 | Reykjavík     | Oroszország · Pjotr Szvidler · Alekszandr Griscsuk · Jevgenyij Tomasevszkij · Jan Nyepomnyascsij · Dmitrij Jakovenko | Örményország · Levon Aronján · Gabriel Szargiszjan · Szergej Movszeszjan · Hrant Melkumyan · Karen H. Grigoryan | Magyarország · Lékó Péter · Rapport Richárd · Almási Zoltán · Berkes Ferenc · Balogh Csaba | Csapat: 3. helyezés Egyéni aranyérem: Rapport Richárd (2. tábla) Egyéni bronzérem: Almási Zoltán (3. tábla) Balogh Csaba (Tartalék) |
| 2017 | Hersonissos   | Azerbajdzsán · Sahrijar Mamedjarov · Tejmur Radzsabov · Arkadij Naiditsch · Rauf Mamedov · Gadir Guseinov | Oroszország · Alekszandr Griscsuk · Jan Nyepomnyascsij · Nyikita Vityugov · Makszim Matlakov · Danyiil Dubov | Ukrajna · Pavlo Eljanov · Jurij Krivorucsko · Ruszlan Ponomarjov · Jurij Kuzubov · Martin Kravciv | Csapat: 5. helyezés |
| 2019 | Batumi        | Oroszország · Dmitrij Andrejkin · Nyikita Vityugov · Kirill Alekszejenko · Makszim Matlakov · Danyiil Dubov | Ukrajna · Vaszil Ivancsuk · Jurij Kuzubov · Andrij Volokityin · Olekszandr Mojiszejenko · Volodimir Oniscsuk | Anglia · Michael Adams · Luke McShane · David Howell · Gawain Jones · Nicholas Pert | Csapat: 26. helyezés Egyéni aranyérem: Berkes Ferenc (2. tábla) Egyéni ezüstérem: Berkes Ferenc (2. tábla) |
| 2021 | Čatež ob Savi | Ukrajna · Anton Korobov · Andrij Volokityin · Jurij Kuzubov · Kirilo Sevcsenko · Volodimir Oniscsuk | Franciaország · Li-Reza Firuzdzsa · Maxime Vachier-Lagrave · Etienne Bacrot · Maxime Lagarde · Jules Moussard | Lengyelország · Jan-Krzysztof Duda · Radosław Wojtaszek · Kacper Piorun · Wojciech Moranda · Paweł Teclaf | Csapat: 16. helyezés Egyéni aranyérem: Gledura Benjámin (4. tábla) |

### Női verseny
| Év   | Helyszín      | Arany | Ezüst | Bronz | Magyar eredmény                                                                                          |
| 1992 | Debrecen      | Ukrajna · Alisza Galljamova · Marta Lityinszkaja · Irina Cseluskina ·                                                               | Grúzia · Ketevan Arakhamia · Nino Gurieli · Ketino Kachiani                                                                | Azerbajdzsán · Firuza Valikhanli · Ilaha Kadimova ·                                                                                | Csapat: 12. helyezés                                                                                     |
| 1997 | Pula          | Grúzia · Maia Csiburdanidze · Nana Ioszeliani · Ketevan Arakhamia                                                                   | Románia · Corina Peptan · Cristina Foisor · Elena Cosma                                                                    | Anglia · Susan Lalic · Harriet Hunt · Ruth Sheldon                                                                                 | Csapat: 6. helyezés                                                                                      |
| 1999 | Batumi        | Szlovákia · Zuzana Hagarova · Regina Pokorna · Alena Bekiarisova                                                                    | Jugoszlávia · Alisa Marić · Natasa Bojkovic · Maria Manakova                                                               | Románia · Corina Peptan · Vajda Szidónia · Elena Cosma                                                                             | Csapat: 11. helyezés Egyéni bronzérem: Mádl Ildikó (1. tábla)                                            |
| 2001 | León          | Franciaország · Maria Nepeina-Leconte · Marie Sebag · Roza Lallemand                                                                | Moldova · Almira Szkripcsenko · Szvetlana Petrenko                                                                         | Anglia · Harriet Hunt · Jovanka Houska · Susan Lalic                                                                               | Csapat: 17. helyezés                                                                                     |
| 2003 | Plovdiv       | Örményország · Elina Danielian · Lilit Mkrtchian · Nelly Aginian                                                                    | Magyarország · Dembo Jelena · Vajda Szidónia · Gara Anita                                                                  | Oroszország · Alisza Galljamova · Szvetlana Matvejeva · Alekszandra Kosztyenyuk                                                    | Csapat: 2. helyezés Egyéni bronzérem: Vajda Szidónia (2. tábla)                                          |
| 2005 | Göteborg      | Lengyelország · Iweta Rajlich · Monika Soćko · Jolanta Zawadzka · Joanna Dworakowska · Marta Zielinska                              | Grúzia · Maia Csiburdanidze · Nino Khurtsidze · Maia Lomineishvili · Nana Dzagnidze · Ketevan Arakhamia                    | Oroszország · Alekszandra Kosztyenyuk · Nagyezsda Koszinceva · Jekatyerina Kovalevszkaja · Tatyjana Koszinceva · Alisza Galljamova | Csapat: 8. helyezés Egyéni aranyérem: Lakos Nikoletta (Tartalék) Egyéni bronzérem: Gara Anita (4. tábla) |
| 2007 | Kréta         | Oroszország · Alekszandra Kosztyenyuk · Tatyjana Koszinceva · Nagyezsda Koszinceva · Jekatyerina Kovalevszkaja · Jekatyerina Korbut | Lengyelország · Monika Soćko · Iweta Rajlich · Jolanta Zawadzka · Joanna Dworakowska · Marta Bartel                        | Örményország · Elina Danielian · Lilit Mkrtchian · Nelly Aginian · Siranush Andriasian · Liana Aghabekian                          | Csapat: 7. helyezés                                                                                      |
| 2009 | Újvidék       | Oroszország · Alekszandra Kosztyenyuk · Tatyjana Koszinceva · Nagyezsda Koszinceva · Marina Romanko · Valentyina Gunyina            | Grúzia · Nana Dzagnidze · Lela Javakhishvili · Sopiko Khukhashvili · Nino Khurtsidze · Bela Khotenashvili                  | Ukrajna · Katyerina Lahno · Natalija Zsukova · Anna Usenyina · Inna Gaponenko · Natalia Zdebskaya                                  | Csapat: 10. helyezés                                                                                     |
| 2011 | Porto Carras  | Oroszország · Nagyezsda Koszinceva · Tatyjana Koszinceva · Valentyina Gunyina · Alekszandra Kosztyenyuk · Natalja Pogonyina ·       | Lengyelország · Monika Soćko · Jolanta Zawadzka · Joanna Majdan-Gajewska · Karina Szczepkowska-Horowska · Katarzyna Toma · | Grúzia · Nana Dzagnidze · Lela Javakhishvili · Nazi Paikidze · Nino Khurtsidze · Salome Melia ·                                    | Csapat: 15. helyezés                                                                                     |
| 2013 | Varsó         | Ukrajna · Katyerina Lahno · Anna Usenyina · Marija Muzicsuk · Natalija Zsukova · Inna Gaponenko ·                                   | Oroszország · Valentyina Gunyina · Alekszandra Kosztyenyuk · Natalja Pogonyina · Olga Girja · Alekszandra Gorjacskina ·    | Lengyelország · Monika Soćko · Jolanta Zawadzka · Joanna Majdan-Gajewska · Iweta Rajlich · Karina Szczepkowska-Horowska ·          | Csapat: 6. helyezés                                                                                      |
| 2015 | Reykjavík     | Oroszország · Alekszandra Kosztyenyuk · Jekatyerina Lagno · Valentyina Gunyina · Alekszandra Gorjacskina · Anasztaszija Bodnaruk ·  | Ukrajna · Marija Muzicsuk · Anna Muzicsuk · Natalija Zsukova · Anna Usenyina · Inna Gaponenko ·                            | Grúzia · Nana Dzagnidze · Bela Khotenashvili · Lela Javakhishvili · Nino Baciasvili · Meri Arabidze ·                              | Csapat: 7. helyezés Egyéni bronzérem: Papp Petra (3. tábla)                                              |
| 2017 | Hersonissos   | Oroszország · Alekszandra Kosztyenyuk · Jekatyerina Lagno · Valentyina Gunyina · Olga Girja · Alekszandra Gorjacskina               | Grúzia · Nana Dzagnidze · Nino Baciasvili · Bela Khotenashvili · Lela Javakhishvili · Salome Melia                         | Ukrajna · Anna Muzicsuk · Natalija Zsukova · Anna Usenyina · Inna Gaponenko · Julija Oszmak                                        | Csapat: 12. helyezés                                                                                     |
| 2019 | Batumi        | Oroszország · Alekszandra Gorjacskina · Jekatyerina Lagno · Olga Girja · Valentyina Gunyina · Alina Kaslinszkaja                    | Grúzia · Nana Dzagnidze · Lela Javakhishvili · Bela Khotenashvili · Meri Arabidze · Salome Melia                           | Azerbajdzsán · Gunay Mammadzada · Khanim Balajayeva · Ulviyya Fataliyeva · Gulnar Mammadova · Turkan Mamedjarova                   | Csapat: 10. helyezés                                                                                     |
| 2021 | Čatež ob Savi | Oroszország · Alekszandra Gorjacskina · Jekatyerina Lagno · Valentyina Gunyina · Polina Suvalova · Alina Kaslinszkaja               | Grúzia · Nana Dzagnidze · Lela Javakhishvili · Meri Arabidze · Salome Melia · Sofio Gvetadze                               | Azerbajdzsán · Gunay Mammadzada · Gulnar Mammadova · Khanim Balajayeva · Ulviyya Fataliyeva · Govhar Bejdullajeva                  | Csapat: 12. helyezés                                                                                     |

## Éremtáblázat

### Nyílt verseny
A táblázat a Sakkcsapatok Európa-bajnokságán érmet nyert együtteseket sorolja fel.
| H. | Ország        | 1. hely | 2. hely | 3. hely | Össz. |
| -- | ------------- | ------- | ------- | ------- | ----- |
| 1  | Szovjetunió   | 9       | 0       | 0       | 9     |
| 2  | Oroszország   | 5       | 3       | 1       | 9     |
| 3  | Azerbajdzsán  | 3       | 1       | 1       | 5     |
| 4  | Hollandia     | 2       | 0       | 0       | 2     |
| 5  | Ukrajna       | 1       | 2       | 2       | 5     |
| 6  | Örményország  | 1       | 2       | 1       | 4     |
| 7  | Anglia        | 1       | 0       | 3       | 4     |
| 8  | Németország   | 1       | 0       | 3       | 4     |
| 9  | Jugoszlávia   | 0       | 6       | 1       | 7     |
| 10 | Magyarország  | 0       | 4       | 6       | 10    |
| 11 | Franciaország | 0       | 3       | 1       | 4     |
| 12 | Izrael        | 0       | 2       | 0       | 2     |
| 13 | Csehország    | 0       | 0       | 1       | 1     |
| 14 | NDK           | 0       | 0       | 1       | 1     |
| 15 | Grúzia        | 0       | 0       | 1       | 1     |
| 16 | Lengyelország | 0       | 0       | 1       | 1     |

### Női verseny
| H. | Ország        | 1. hely | 2. hely | 3. hely | Össz. |
| -- | ------------- | ------- | ------- | ------- | ----- |
| 1  | Oroszország   | 7       | 1       | 2       | 10    |
| 2  | Ukrajna       | 2       | 1       | 2       | 5     |
| 3  | Grúzia        | 1       | 6       | 2       | 9     |
| 4  | Lengyelország | 1       | 2       | 1       | 4     |
| 5  | Örményország  | 1       | 0       | 1       | 2     |
| 6  | Franciaország | 1       | 0       | 0       | 1     |
| 7  | Szlovákia     | 1       | 0       | 0       | 1     |
| 8  | Románia       | 0       | 1       | 1       | 2     |
| 9  | Magyarország  | 0       | 1       | 0       | 1     |
| 10 | Moldova       | 0       | 1       | 0       | 1     |
| 11 | Jugoszlávia   | 0       | 1       | 0       | 1     |
| 12 | Azerbajdzsán  | 0       | 0       | 3       | 3     |
| 13 | Anglia        | 0       | 0       | 2       | 2     |